# Cryptanura hamulator
Cryptanura hamulator là một loài tò vò trong họ Ichneumonidae.